# Alsønderups sogn
Alsønderups sogn (danska: Alsønderup Sogn) är en församling i Hillerøds kontrakt (provsti) i Helsingörs stift i Danmark. Församlingen ligger i Hillerøds kommun och hörde före kommunreformen 1970 till Strø härad.
Den 1 januari 2012 hade församlingen 2 626 invånare, varav 2 176 (82,86 procent) var medlemmar i Danska folkkyrkan.

## Kyrkobyggnader
- Alsønderups kyrka